# 狂想曲
狂想曲（きょうそうきょく）はクラシック音楽における楽曲の一形式で、奇想曲（カプリッチョ）のこと。音楽用語としては自由な楽曲を意味する。
転じて特定の出来事に対して人々が大騒ぎする様子を比喩する際に用いられる言葉。対象となる現象を冠して「○○狂想曲」と表現し、ルポルタージュやエッセイ、小説、ブログなどの題名として用いられる。一連のブームが去った後で用いられ、本質を見失った議論になっていたことを皮肉って使われることが多い。
この際副題や当て字としてしばしば「ラプソディ」が用いられるが、ラプソディは狂詩曲を指す用語であり、狂想曲（カプリッチョ）とは異なる。

## 書籍の題名の例
- 上海狂想曲 ISBN 4166605216 （2006年）
- ゴルゴ13「コルタン狂想曲」